# Heinrich Jung
Heinrich Wilhelm Ewald Jung (Essen, 4 de maio de 1876 — Halle an der Saale, 12 de março de 1953) foi um matemático alemão. Foi especialista em geometria e geometria algébrica.
Foi eleito membro da Academia Leopoldina em 1920.

## Obras
- "Einführung in die algebraische Theorie der Funktionen von zwei Veränderlicher“, Berlim, Akademie Verlag, 1951
- "Algebraische Flächen“, Hannover, Helwingsche Verlagsbuchhandlung, 1925[2]
- "Einführung in die Theorie der algebraischen Funktionen von einer Veränderlichen", Berlim, Walter de Gruyter, 1923[3]